# Édouard Vallet

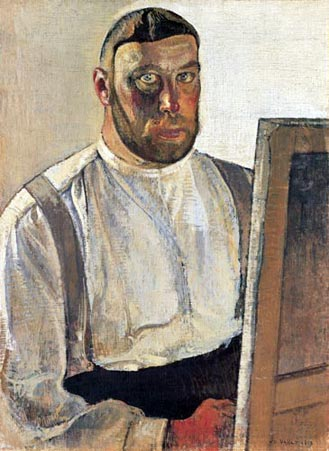
Selbstporträt (1919)

Baptême en Valais («Taufe im Wallis)» (1925)

Édouard Vallet (geboren 12. Januar 1876 in Genf; gestorben 1. Mai 1929 in Cressy, Gemeinde Confignon) war ein Schweizer Maler und Grafiker.

## Leben
Édouard Vallet besuchte eine Internatsschule in Frankreich und begann 1892 eine Lehre bei einem Steinmetz. An der Kunstgewerbeschule Genf besuchte er für dreieinhalb Jahre einen Kurs für Holzschnitt bei Alfred Martin. Auch war er Schüler an der Genfer Kunstschule bei Barthélemy Menn. Er unternahm Studienreisen in die Dauphiné, nach Deutschland und Italien.
1899 hatte er seine erste Ausstellung. Auf der Weltausstellung Paris 1900 erhielt er eine Erwähnung. 1909 war er in der Schweizer Sektion auf der Zehnten Internationalen Kunstausstellung in München vertreten. Ab 1908 hielt er sich wiederholt in verschiedenen Gemeinden des Wallis, Savièse, Ayent, Hérémence, Vercorin und Sion, auf und lebte ab 1910 im Wallis. Vallet malte das ländliche Leben des Wallis und seine Bergwelt und gilt als «Maler des Wallis». Vallet hat auch eine Anzahl Selbstporträts gemalt.
Er war seit 1912 mit der Malerin Marguerite Gilliard, einer Tochter des Malers Eugène Gilliard (1861–1921), verheiratet, die 1918 starb, und seit 1920 mit Marie Jollien (1886–1951). Vallet ist auf dem Friedhof der Gemeinde Confignon beerdigt.
Vallet ist in den meisten schweizerischen Museen vertreten. Eine Sammlung ist im Musée d’art du Valais in Sion eingerichtet. Die Fondation Pierre Gianadda in Martigny präsentierte 2006 eine Ausstellung unter dem Titel L’art d’un regard. Aus seinen Beständen wurde 2013 im Kunstmuseum Solothurn ein Ausschnitt aus dem zeichnerischen Werk gezeigt.